# Александар Атински
Александар Атински (грч. Ἀλέξανδρος) био је песник.
Био је син Аристиона, чије се име налази на натпису датом у Беку, који га упућује на 145. Олимпијаду одржану 200. пре Христа.
Изгледа да је постојао и истоимени песник који је био писац средње комедије.